# Othon Riemann
Othon Riemann (Nancy, 13 giugno 1853 – Interlaken, 16 agosto 1891) è stato un latinista e filologo classico francese.

## Biografia
Studiò all'École normale supérieure (ENS) di Parigi e nel 1874 diventò membro dell'École française d'Athènes (Scuola Francese di Atene). Durante quel periodo visitò diverse biblioteche d'Italia, raccogliendo manoscritti, in particolare su Livio. In seguito condusse una ricerca archeologica sugli insediamenti delle isole Ionie. Dopo essere tornato in Francia, insegnò nella sua città natale, Nancy.
Nel 1880 divenne redattore della rivista Revue de philologie, de littérature et d'histoire anciennes e nel corso dell'anno successivo ebbe la cattedra di grammatica latina presso l'École Normale Supérieure. Dal 1885 insegnò presso l'École pratique des hautes études, pur mantenendo l'incarico presso l'ENS. 
Morì in Svizzera il 16 agosto 1891, ad appena 38 anni, per una rovinosa caduta sul monte Morgenberg. Lasciò cinque figli.

## Opere principali
- Études sur la langue et la grammaire de Tite-Live, 1879.
- Qua rei criticae tractandae ratione Hellenicon Xenophontis (edizione di Senofonte), 1879.
- Recherches archéologiques sur les îles ioniennes, 1879-80 – Archaeological research on the Ionian islands.
- Titi Livii ab urbe condita. Libri XXI et XXII (con Eugène Benoist), 1881.
- Syntaxe latine d'après les principes de la grammaire historique, 1886.
- Traité de rhythmique & de métrique grecques, (con Médéric Dufour) 1893.
- Grammaire comparée du grec et du latin. Syntaxe (con Henri Goelzer), 1897.[2][3]